# Ivan Zemljanskij
Ivan Evgen'evič Zemljanskij (Tjumen', 31 agosto 2010) è uno scacchista russo, Grande Maestro.

## Carriera
In maggio 2024, raggiunge la norma necessaria per riscattare il titolo di Grande Maestro all'ottavo round del "Sharjah Masters", divenendo così il grande maestro russo più giovane. Ha poi finito il torneo piazzandosi undicesimo dopo aver sconfitto Leon Luke Mendonca nel round finale.
In luglio 2024 è finito secondo nella sezione Under 13 del Campionato Giovanile ChessKid 2024.
In agosto 2024, il suo titolo di Grande Maestro è stato finalizzato, rendendolo il secondo Grande Maestro più giovane di sempre.